# 沃尔特·劳弗
沃尔特·劳弗（英語：Walter Laufer，1906年7月5日—1984年7月16日），美国男子游泳运动员。他曾代表美国参加1928年夏季奥林匹克运动会游泳比赛，获得男子4×200米自由泳接力金牌和男子100米仰泳银牌。